# VTB United League 2021-22
La VTB United League 2021-22 fue la decimocuarta edición de la VTB United League, competición internacional de baloncesto creada con el objetivo de unir las ligas nacionales de los países del Este de Europa en una única competición. Es también la novena edición que funciona además como el primer nivel del baloncesto en Rusia a efectos de clasificación para competiciones europeas. Participaron 12 equipos, uno menos que en la edición anterior. Resultó campeón el Zenit Saint Petersburgo, que lograba su primer título.

## Equipos
Un total de 12 equipos de cinco países compiten en la liga, incluidos ocho equipos de Rusia, uno de Bielorrusia, uno de Estonia, uno de Kazajistán y uno de Polonia.
El BC Khimki renunció a participar esta temporada debido a dificultades financieras.
| Equipo             | Ciudad, país    | Pabellón                      | Capacidad |
| ------------------ | --------------- | ----------------------------- | --------- |
| Astana             | Astana          | Saryarka Velodrome            | 9,270     |
| Avtodor Saratov    | Saratov         | Kristall Ice Sports Palace    | 6,100     |
| CSKA Moscú         | Moscú           | Universal Sports Hall CSKA    | 5,500     |
| Enisey Krasnoyarsk | Krasnoyarsk     | Arena Sever                   | 4,000     |
| Kalev/Cramo        | Tallin          | Saku Suurhall Arena           | 7,000     |
| Lokomotiv Kuban    | Krasnodar       | Basket-Hall                   | 7,500     |
| Nizhny Novgorod    | Nizhni Nóvgorod | Trade Union Sport Palace      | 5,600     |
| Parma              | Perm            | Universal Sports Palace Molot | 7,000     |
| Tsmoki Minsk       | Minsk           | Minsk Arena                   | 15,000    |
| UNICS              | Kazán           | Basket Hall Arena             | 7,500     |
| Zenit              | San Petersburgo | Sibur Arena                   | 7,044     |
| Zielona Góra       | Zielona Góra    | CRS Hall Zielona Góra         | 6,080     |

## Temporada regular
| Pos. | Equipo                 | PJ | G  | P  | PF   | PC   | DP   | Pts | Clasificación o descenso |
| ---- | ---------------------- | -- | -- | -- | ---- | ---- | ---- | --- | ------------------------ |
| 1    | CSKA Moscow            | 18 | 15 | 3  | 1596 | 1260 | +336 | 33  | Accede a los playoffs    |
| 2    | Zenit Saint Petersburg | 18 | 14 | 4  | 1537 | 1332 | +205 | 32  | Accede a los playoffs    |
| 3    | UNICS                  | 18 | 14 | 4  | 1530 | 1316 | +214 | 32  | Accede a los playoffs    |
| 4    | Lokomotiv Kuban        | 18 | 11 | 7  | 1663 | 1566 | +97  | 29  | Accede a los playoffs    |
| 5    | Parma                  | 18 | 10 | 8  | 1370 | 1388 | −18  | 28  | Accede a los playoffs    |
| 6    | Avtodor                | 18 | 9  | 9  | 1475 | 1559 | −84  | 27  | Accede a los playoffs    |
| 7    | Enisey                 | 18 | 6  | 12 | 1381 | 1474 | −93  | 24  | Accede a los playoffs    |
| 8    | Nizhny Novgorod        | 18 | 6  | 12 | 1353 | 1418 | −65  | 24  | Accede a los playoffs    |
| 9    | Tsmoki Minsk           | 18 | 3  | 15 | 1225 | 1543 | −318 | 21  |                          |
| 10   | Astana                 | 18 | 2  | 16 | 1212 | 1486 | −274 | 20  |                          |
| 11   | Zielona Góra           | 0  | 0  | 0  | 0    | 0    | 0    | 0   | Retirado de la liga      |
| 12   | Kalev/Cramo            | 0  | 0  | 0  | 0    | 0    | 0    | 0   | Retirado de la liga      |

 Fuente: VTB League

### Resultados
| Local \ Visitante      | AST     | AVT    | CSK    | ENI    | KAL    | LOK     | NIZ    | PAR    | TSM    | UNI     | ZEN    | ZGA    |
| ---------------------- | ------- | ------ | ------ | ------ | ------ | ------- | ------ | ------ | ------ | ------- | ------ | ------ |
| Astana                 | —       | 61–84  | 48–96  | 80–87  | −      | 87–83   | 49–69  | 65–82  | 64–65  | 53–84   | 60–94  | 84–70  |
| Avtodor                | 83–82   | —      | 86–102 | 79–80  | −      | 95–108  | 100–94 | 70–86  | 95–79  | 81–76   | 75–93  | 81–74  |
| CSKA Moscú             | 84–65   | 92–65  | —      | 97–88  | 104–62 | 91–71   | 80–72  | 98–71  | 101–54 | 103–105 | 79–78  | 105–71 |
| Enisey                 | 76–65   | 95–101 | 62–87  | —      | −      | 82–86   | 87–79  | 61–78  | 86–79  | 80–83   | 56–79  | –      |
| Kalev/Cramo            | 85–67   | 93–97  | 67–56  | 81–87  | —      | 66–86   | −      | 53–80  | −      | −       | 74–75  | −      |
| Lokomotiv Kuban        | 109–57  | 106–83 | 69–88  | 101–93 | −      | —       | 97–70  | 101–74 | 92–87  | 101–94  | 79–106 | –      |
| Nizhny Novgorod        | 76–73   | 70–83  | 72–92  | 61–79  | 65–71  | 108–104 | —      | 79–65  | 72–65  | 50–65   | 74–80  | –      |
| Parma                  | 108–101 | 94–73  | 60–82  | 61–58  | 78–74  | 85–90   | 71–67  | —      | 91–68  | 66–73   | 77–67  | 83–72  |
| Tsmoki Minsk           | 66–60   | 64–72  | 44–92  | 72–68  | 93–91  | 79–104  | 53–95  | 75–78  | —      | 72–92   | 74–90  | –      |
| UNICS                  | 71–59   | 103–67 | 69–64  | 97–77  | 71–54  | 96–87   | 85–71  | 78–48  | 98–56  | —       | 80–84  | 92–63  |
| Zenit Saint Petersburg | 69–83   | 74–83  | 81–68  | 89–66  | 75–60  | 91–75   | 90–74  | 82–75  | 93–73  | 97–81   | —      | 97–80  |
| Zielona Góra           | 91–83   | –      | 59–93  | –      | −      | 90–98   | 77–95  | –      | 96–64  | 80–85   | 52–79  | —      |

## Playoffs

### Bracket
|  | Cuartos de final | Cuartos de final       | Cuartos de final |                        |   | Semifinales            | Semifinales | Semifinales |   |              | Final        | Final           | Final |  |
|  |                  |                        |                  |                        |   |                        |             |             |   |              |              |                 |       |  |
|  |                  |                        |                  |                        |   |                        |             |             |   |              |              |                 |       |  |
|  | 1                | CSKA Moscow            | 3                |                        |   |                        |             |             |   |              |              |                 |       |  |
|  | 1                | CSKA Moscow            | 3                |                        |   |                        |             |             |   |              |              |                 |       |  |
|  | 8                | Nizhny Novgorod        | 0                |                        |   |                        |             |             |   |              |              |                 |       |  |
|  | 8                | Nizhny Novgorod        | 0                |                        | 1 | CSKA Moscow            | 3           |             |   |              |              |                 |       |  |
|  |                  |                        |                  |                        | 1 | CSKA Moscow            | 3           |             |   |              |              |                 |       |  |
|  |                  |                        | 4                | Lokomotiv Kuban        | 1 |                        |             |             |   |              |              |                 |       |  |
|  | 4                | Lokomotiv Kuban        | 4                | Lokomotiv Kuban        | 1 | 3                      |             |             |   |              |              |                 |       |  |
|  | 4                | Lokomotiv Kuban        |                  |                        |   |                        |             |             |   |              |              |                 |       |  |
|  | 5                | Parma                  | 0                |                        |   |                        |             |             |   |              |              |                 |       |  |
|  | 5                | Parma                  | 0                |                        |   |                        |             |             |   | 1            | CSKA Moscú   | 3               |       |  |
|  |                  |                        |                  |                        |   |                        |             |             |   | 1            | CSKA Moscú   | 3               |       |  |
|  |                  |                        | 2                | Zenit Saint Petersburg | 4 |                        |             |             |   |              |              |                 |       |  |
|  | 2                | Zenit Saint Petersburg | 2                | Zenit Saint Petersburg | 4 | 3                      |             |             |   |              |              |                 |       |  |
|  | 2                | Zenit Saint Petersburg |                  |                        |   |                        |             |             |   |              |              |                 |       |  |
|  | 7                | Enisey                 | 0                |                        |   |                        |             |             |   |              |              |                 |       |  |
|  | 7                | Enisey                 | 0                |                        | 2 | Zenit Saint Petersburg | 3           |             |   | Tercer lugar | Tercer lugar | Tercer lugar    |       |  |
|  |                  |                        |                  |                        | 2 | Zenit Saint Petersburg | 3           |             |   | Tercer lugar | Tercer lugar | Tercer lugar    |       |  |
|  |                  |                        | 3                | UNICS                  | 1 |                        |             |             |   |              |              |                 |       |  |
|  | 3                | UNICS                  | 3                | UNICS                  | 1 | 3                      |             |             | 3 | UNICS        | 3            |                 |       |  |
|  | 3                | UNICS                  |                  |                        |   |                        |             |             | 3 | UNICS        | 3            |                 |       |  |
|  | 6                | Avtodor                | 0                |                        |   |                        |             |             |   |              | 4            | Lokomotiv Kuban | 1     |  |
|  | 6                | Avtodor                | 0                |                        |   |                        |             |             |   |              | 4            | Lokomotiv Kuban | 1     |  |
|  |                  |                        |                  |                        |   |                        |             |             |   |              |              |                 |       |  |

### Cuartos de final
| Equipo 1               | Series | Equipo 2        | 1.er partido | 2.º partido | 3.er partido | 4.º partido | 5.º partido |
| ---------------------- | ------ | --------------- | ------------ | ----------- | ------------ | ----------- | ----------- |
| CSKA Moscow            | 3–0    | Nizhny Novgorod | 78–64        | 91–89       | 88–75        | —           | —           |
| Zenit Saint Petersburg | 3–0    | Enisey          | 104–55       | 83–75       | 82–55        | —           | —           |
| UNICS                  | 3–0    | Avtodor         | 106–76       | 97–59       | 88–79        | —           | —           |
| Lokomotiv Kuban        | 3–0    | Parma           | 76–70        | 100–84      | 101–78       | —           | —           |

### Semifinales
| Equipo 1               | Series | Equipo 2        | 1.er partido | 2.º partido | 3.er partido | 4.º partido | 5.º partido |
| ---------------------- | ------ | --------------- | ------------ | ----------- | ------------ | ----------- | ----------- |
| CSKA Moscow            | 3–1    | Lokomotiv Kuban | 93–90        | 86–72       | 82–94        | 94–84       | —           |
| Zenit Saint Petersburg | 3–1    | UNICS           | 65–74        | 76–67       | 68–67        | 75–69       | —           |

### Tercer y cuarto puesto
| Equipo 1 | Series | Equipo 2        | 1.er partido | 2.º partido | 3.er partido | 4.º partido | 5.º partido |
| -------- | ------ | --------------- | ------------ | ----------- | ------------ | ----------- | ----------- |
| UNICS    | 3–1    | Lokomotiv Kuban | 90–75        | 81–94       | 93–87        | 94–73       | —           |

### Finales
| Equipo 1    | Series | Equipo 2               | 1.er partido | 2.º partido | 3.er partido | 4.º partido | 5.º partido | 6.º partido | 7.º partido |
| ----------- | ------ | ---------------------- | ------------ | ----------- | ------------ | ----------- | ----------- | ----------- | ----------- |
| CSKA Moscow | 1–3    | Zenit Saint Petersburg | 83–59        | 82–73       | 79–93        | 111–110     | 95–97       | 63–82       | 75–81       |

## Galardones

### MVP del mes
| Mes                | Jugador          | Equipo                 | Ref.  |
| 2021               | 2021             | 2021                   | 2021  |
| ------------------ | ---------------- | ---------------------- | ----- |
| Septiembre/Octubre | Gabriel Lundberg | CSKA Moscow            | [ 3 ] |
| Noviembre          | Mario Hezonja    | UNICS                  | [ 4 ] |
| Diciembre          | Kenny Chery      | Avtodor                | [ 5 ] |
| 2022               |                  |                        |       |
| Enero              | Jeremiah Hill    | Parma                  | [ 6 ] |
| Febrero            | Alex Poythress   | Zenit Saint Petersburg | [ 7 ] |
| Marzo              | Alexey Shved     | CSKA Moscow            | [ 8 ] |
| Abril              | Billy Baron      | Zenit Saint Petersburg | [ 9 ] |